# Peter Murphy (football)
Pour les articles homonymes, voir Peter Murphy (homonymie) et Murphy.
Peter Murphy est un footballeur irlandais né le 27 octobre 1980 à Dublin devenu entraîneur.

## Biographie
Murphy est un ancien international des moins de 19 ans et des espoirs irlandais. Il a participé aux Championnats d'Europe des moins de 19 ans en 1999. 
En mai 2007, Murphy est pour la première fois appelé en équipe nationale senior pour faire partie de la tournée en Amérique du Sud contre l'Équateur et la Bolivie. Murphy est titulaire pour le match contre la Bolivie et est remplacé à la mi-temps.